# 小田基義
小田 基義（、1909年〈明治42年〉7月21日 - 1973年〈昭和48年〉10月21日）は、日本の映画監督。1940年代、1950年代にプログラムピクチャーを量産した。
息子は、ジャッキー吉川とブルー・コメッツのキーボーディスト小田啓義。
前衛芸術家の糸井貫二は従弟。

## 来歴・人物
福岡県門司市（現在の北九州市門司区）に生まれる。早稲田大学文学部英文科卒業後、1935年にP.C.L.（現在の東宝）入社。山本嘉次郎の助監督を経て、1940年『姑娘（くうにゃん）の凱歌』で監督デビューする。
初期は叙情的な女性映画を監督するが、3作目の『歌へば天国』（山本薩夫と共同監督）では「一年に一度は馬鹿をやりたい」という主演・古川緑波の要望に応えてスラップスティック・コメディに挑戦。以後、この分野も得意とするようになる。
戦後、日本映画界に結成された労働組合・日映演（日本映画演劇労働組合）に加盟。1948年に東宝争議が始まると、映画監督・脚本家が結成した「日本映画を守る会」の提唱者の一人に名を連ねた。また、同年再設立された日本映画監督協会にも加盟し、映画監督への著作権帰属を求める活動などにも参加している。
争議後は東宝に残留し、新東宝に移籍した岸松雄など戦前からの盟友たちとも疎遠になるが、東宝や独立プロで監督作品を量産し、新東宝でも映画を撮って周囲を驚かせた。また、木下惠介らとの交流から木下の脚本を監督しようとするが、この計画は頓挫。脚本は後に木下自身の監督により『日本の悲劇』のタイトルで映画化され、木下の代表作の一つとなった。
1950年代には東宝のプログラムピクチャーの枠の中に組み込まれるが、トニー谷主演の『家庭の事情』シリーズでは、新婚夫婦の家を分断して通勤電車が走る佳作『馬ッ鹿じゃなかろかの巻』を監督。セット撮影だからこそ可能なスケールの大きい仕掛けを駆使して、得意のスラップスティック・コメディを披露した。また、横溝正史原作の映画化『幽霊男』や『透明人間』などでも、セット撮影や特撮を生かしてシュールなミステリーを作り上げ、1955年には『ゴジラの逆襲』の監督に抜擢された。柳家金語楼の当たり役を映画化した喜劇シリーズ『おトラさん』の全作を手掛けたのを最後に第一線から退き、以後は散発的にテレビドラマを手掛けた他、晩年まで自治省（現・総務省）のPR映画を監督している。
1973年10月21日死去。64歳没。
酒好きだがいつも笑顔を絶やさない温和な性格で若いスタッフたちから愛され、「オダブツさん」のニックネームで親しまれた。

## 監督作品
- 姑娘の凱歌（1940年）
- 島は夕やけ（1941年）

『地獄の貴婦人』（1949年）

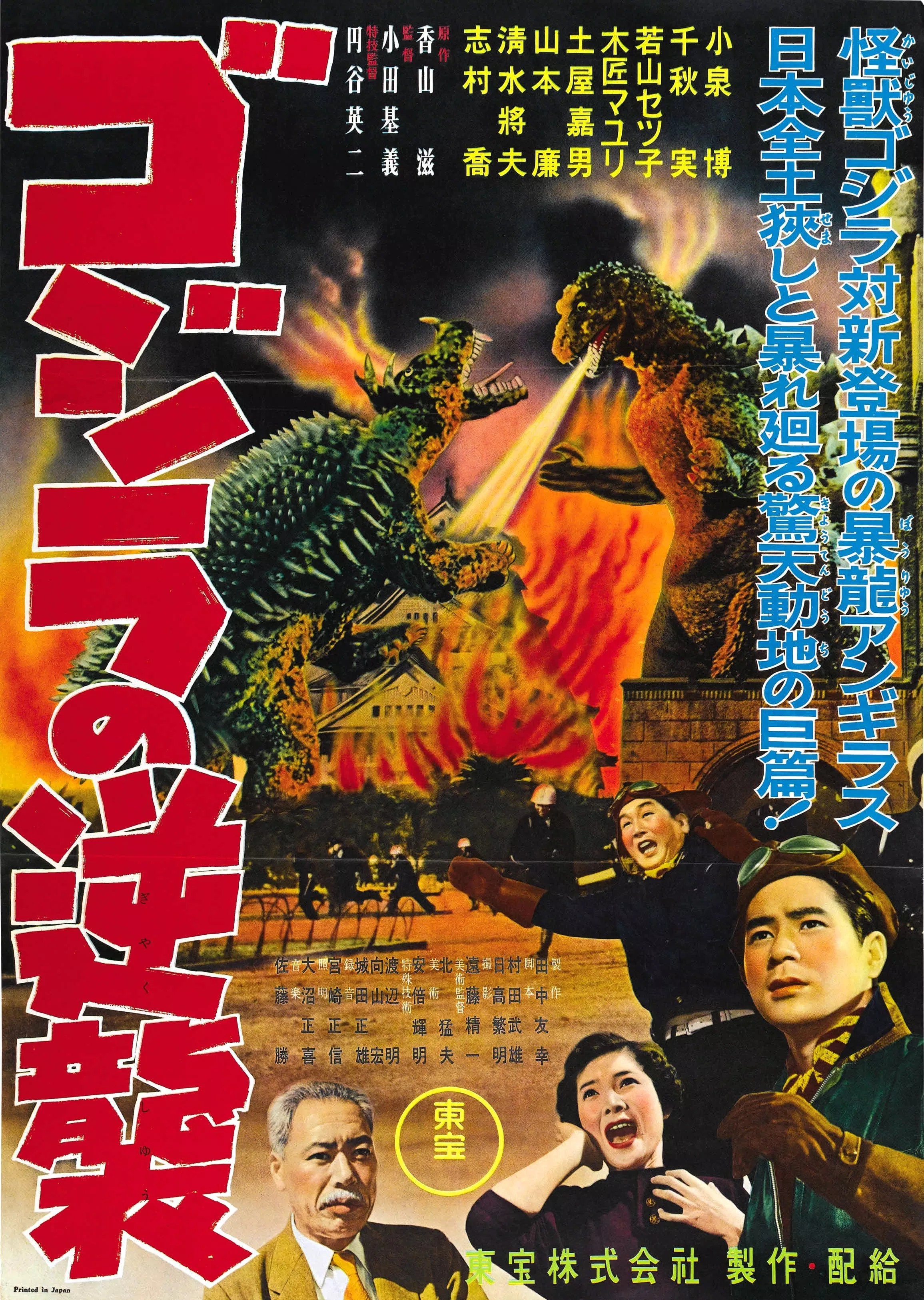
『ゴジラの逆襲』（1955年）

- 歌へば天国（1941年）[注釈 2]
- 赤い手の娘達（1941年）
- 十一人の女学生（1946年）
- 音楽五人男（1947年）
- タヌキ紳士登場（1948年）
- 地獄の貴婦人（1949年）
- ホームラン狂時代（1949年）
- 歌うまぼろし御殿（1949年）
- 続不良少女（1950年）
- 紅二挺拳銃（1950年）
- 女学生群（1950年）
- 素晴らしき求婚（1950年）
- 宝塚夫人（1951年）
- メスを持つ処女（1951年）
- 夢よいづこ（1952年）
- 磯節情話 涙の恋千鳥（1952年）
- 情炎峡（1952年）
- 三太と千代の山（1952年）
- 花火の舞（1952年）
- 秘めたる母（1953年）
- 太平洋の鷲（1953年）※応援監督
- 若夫婦は朝寝坊（1954年）
- 家庭の事情 馬ッ鹿じゃなかろかの巻（1954年）
- 続家庭の事情 さいざんすの巻（1954年）
- 家庭の事情 おこんばんわの巻（1954年）
- 家庭の事情 ネチョリンコンの巻（1954年）
- 幽霊男（1954年）
- 透明人間（1954年）
- ゴジラの逆襲（1955年）[4]
- 赤いカンナの花咲けば（1955年）
- やがて青空（1955年）
- ますらを派出夫会（1956年）
- 続・ますらを派出夫会 お供は辛いね（1956年）
- 極楽第一座 アチャラカ誕生（1956年）
- 幽霊タクシー（1956年）
- へそくり社長とワンマン社長 へそくり社長敢闘す（1956年）
- へそくり社長とワンマン社長 へそくり社長純情す（1956年）
- お初の片恋（1956年）
- いで湯の姉妹（1956年）
- 星空の街（1957年）
- 東京のテキサス人（1957年）
- ますらを派出夫会 粉骨砕身す（1957年）
- ますらを派出夫会 男なりゃこそ（1957年）
- 強情親爺とドレミハ娘（1957年）
- 強情親爺とピンボケ息子（1957年）
- 月と接吻（1957年）
- おトラさん（1957年）
- おトラさんのホームラン（1958年）
- 花ざかりおトラさん（1958年）
- おトラさんのお化け騒動（1958年）
- おトラさんの公休日（1958年）
- おトラさん大繁盛（1958年）